# Nei gorghi di New York
Nei gorghi di New York (The City) è un film muto del 1926 diretto da Roy William Neill (con il nome R. William Neill) che viene considerato un film perduto.
La sceneggiatura si basa sul lavoro teatrale The City di Clyde Fitch, presentato con buon successo a Broadway il 21 dicembre 1909.
Il dramma di Fitch era già stato portato sullo schermo nel 1916 con The City, un film diretto da Theodore Wharton.

## Trama
Dopo la morte di Rand, il capofamiglia, un ex criminale che si è rifatto onestamente una vita, i suoi familiari si trasferiscono in città, dove Rand junior si trova presto a essere candidato sindaco. La moglie, invece, trascura la famiglia per seguire le sue ambizioni sociali mentre la giovane Cicely viene ingannata da Hannock, un tossicodipendente che è il responsabile della morte del vecchio Rand. Conoscendo i trascorsi del morto, ora Hannock ricatta George, il figlio, che alla fine lascia perdere le proprie ambizioni politiche e affronta il ricattatore. Quest'ultimo finisce per suicidarsi e la famiglia si affretta a lasciare la città per tornarsene al villaggio.

## Produzione
Il film fu prodotto da William Fox per la Fox Film Corporation.

## Distribuzione
Il copyright del film, richiesto dalla Fox Film Corp., fu registrato il 14 novembre 1926 con il numero LP23395.
Distribuito dalla Fox Film Corporation, il film uscì nelle sale cinematografiche statunitensi il 14 novembre 1926. In Italia uscì nel 1929.
Non si conoscono copie ancora esistenti della pellicola che viene considerata presumibilmente perduta
.